# AS Metalul Bocșa
Asociația Sportivâ Metalul Bocșa, cunoscută sub numele de Metalul Bocșa, a fost un club românesc de fotbal din orașul Bocșa, județul Caraș-Severin, fondat în anul 1928 și desființat în 2020. Clubul a fost sprijinit de Întreprinderea de Construcții Metalice (ICM) din Bocșa și, de-a lungul existenței sale, a evoluat în nouă sezoane în eșalonul secund al fotbalului românesc. Echipa își disputa meciurile de acasă pe Stadionul Metalul, care avea o capacitate de 5.000 de locuri.

## Istoric

Echipa în primii săi ani

Echipa a fost înființată în anul 1928, sub denumirea Unirea Sportivă Bocșa Română, la inițiativa lui Ștefan Volovăț, venit din Timișoara, în colaborare cu Tamaș Csenke. Cei doi au solicitat sprijinul financiar al Asociației Sportive a Uzinelor Domeniului Reșița (U.D.R.) pentru constituirea unei echipe de fotbal la Bocșa Română. Echipa nou-înființată a disputat primul meci public împotriva unei echipe din Doman, pe care a învins-o cu scorul de 2–1. Ulterior, clubul a fost redenumit Metalul Bocșa Română și a funcționat pe lângă Întreprinderea de Construcții Metalice din Bocșa Română. Până la izbucnirea celui de-al Doilea Război Mondial, a evoluat în competițiile de nivel local și regional. După război, a fost prezentă în campionatul Diviziei C în sezonul 1946–47, când s-a clasat pe locul 10 în Grupa A a Seriei a V-a.
Încet, dorința de a construi o echipă competitivă la Bocșa a început să prindă contur. Metalul Bocșa Română a câștigat Campionatul Regional Timișoara, promovând astfel în Divizia C, unde a evoluat în sezonul 1958–59 și a încheiat pe locul 5 în Seria a VI-a, iar echipa standard îi cuprindea pe Loksteter, Voroș, Avram, Hanco, Craioveanu, Munteanu, Martinovici, Țudorim, Gruia, Iovan și Perian. În urma desființării Diviziei C, echipa a revenit în Campionatul Regional.
Din punct de vedere administrativ-teritorial, Bocșa a fost declarată oraș începând cu 1 ianuarie 1961 și a luat ființă prin unirea comunelor Bocșa Română, Bocșa Montană și Vasiova. Astfel, echipa a devenit simplu Metalul Bocșa.
În anul 1968, în contextul noii organizări administrativ-teritoriale, echipa a fost înscrisă în Campionatul Județean Caraș-Severin. În sezonul 1971–72, s-a clasat pe locul al doilea, în spatele formației Minerul Oravița, ratând astfel promovarea.
În această perioadă, exploatarea minieră Bocșa Montană sprijinea trei echipe — Minerul Bocșa, aflată în Divizia C, Minerul Ocna de Fier și Minerul Dognecea. Dificultățile financiare cu care se confrunta întreprinderea au condus la concluzia că o fuziune la nivel de oraș ar reprezenta cea mai bună soluție pentru consolidarea activității fotbalistice locale.
Astfel, în anul 1972, Metalul Bocșa a fuzionat cu Minerul Bocșa, formând AS Bocșa, preluând locul acesteia în Divizia C. În sezonul 1972–73, noua echipă s-a clasat pe locul 6 în Seria a VII-a, iar în ediția 1973–74 a ocupat locul 7 în Seria a VIII-a. Din 1974, clubul a revenit la denumirea Metalul Bocșa și a încheiat sezonul 1974–75 pe locul 14 în aceeași serie.
În anii următori, Metalul a continuat să evolueze în Seria a VIII-a a Diviziei C, cu clasări modeste în sezoanele 1975–76 și 1976–77, ambele încheiate pe locul 14. Ulterior, echipa a înregistrat o ușoară redresare, terminând pe locul 12 în sezonul 1977–78, pe locul 6 în 1978–79, pe locul 7 în 1979–80 și pe locul 11 în 1980–81. În sezonul 1981–82, a fost repartizată în Seria a IX-a, unde s-a clasat pe locul 11, revenind ulterior în Seria a VIII-a, încheind pe locul 7 în sezoanele 1982–83 și 1983–84, sezon în care alb-albaștrii s-au calificat în șaisprezecimile Cupei României, pierzând cu 0-1 în fața ASA Târgu Mureș, echipa aliniată fiind formată din Windt — Costescu, Balaci, Laioș, Gh. Constantin (min. 75 Gruia) — O. Roșca, Gh. Mărgineanțu, I. Alexandru — I. Talpeș (min. 67 Cîrpaci), Luchian, Busuioc.
La finalul sezonului 1984–85, Metalul Bocșa a promovat în Divizia B, după ce a câștigat Seria a VIII-a din Divizia C. Echipa era pregătită de antrenorul-jucător Octavian Roșca, iar lotul din acel sezon îi includea, printre alții, pe E. Vadasz, Constantinescu, Poroșniuc, Kurunți, Costescu, Balaci, I. Alexandru, I. Talpeș, Laioș, Banu, O. Roșca, Radu, Luchian, Colcovan, Deiescu, Sandu, Gh. Mărgineanțu, Culici, Ormenișan, Glemeanu și Otiman.
În sezonul 1985–86, Metalul Bocșa a încheiat campionatul pe locul 14 în Seria a III-a a Diviziei B. În același sezon, echipa a avut un parcurs remarcabil în Cupa României, ajungând până în optimi de finală, eliminând în șaisprezecimi echipa de primă divizie FCM Brașov, după ce s-a impus cu 1–0 la Bocșa. În optimi, a fost învinsă cu 0–1 de Jiul Petroșani, într-un meci disputat pe teren neutru, la Caransebeș. Formația aliniată de antrenorul-jucător Octavian Roșca a fost compusă din: Focșeneanu — Costescu, Sculici, Ioniță, Ormenișan — Luchian, T. Nicolae (min. 80 Otiman), O. Roșca — S. Anghel, Gh. Mărgineanțu, Plăvițu (min. 67 Nucă).
În următoarele sezoane, Metalul a evoluat în Seria a III-a a diviziei secunde, clasându-se pe locul 13 în 1986–87, sezon în care a reușit să se califice în șaisprezecimile Cupei României, unde a pierdut cu 0-1 după prelungiri în fața celor de la FC Argeș, în formula de echipă: Sebastien — Luchian, Crăciun, Sculici, Ormenișan — Mihalache (min. 70 O. Roșca), Trifan, Otiman, Ghițaș — Plăvițu, D. Munteanu (min. 105 Muia). Ulterior, s-a clasat pe locul 10 în 1987–88, pe locul 9 în 1988–89, pe locul 13 în 1989–90, pe locul 12 în 1990–91, apoi, în Seria a II-a, a ocupat locurile 9 în 1991–92 și 11 în 1992–93, pentru ca în sezonul 1993–94 să se claseze pe locul 17, la egalitate de puncte cu Phoenix Baia Mare, retrogradând în urma meciului de baraj susținut cu aceasta la Oradea, scor 1–2.
În Divizia C, Metalul a evoluat în Seria a III-a, ocupând locul 11 în sezonul 1994–95, locul 16 în Seria a IV-a în sezonul 1995–96 și locul 20 în sezonul 1996–97, retrogradând în campionatul județean. În în divizia a patra, Metalul s-a clasat pe locul 2 în sezonul 1997–98, pe 3 în 1998–99, pe 5 în 1999–2000, pe 7 în 2000–01, pe 15 în 2001–02, pe 12 în 2002–03, pe 10 în 2003–04 și pe 11 în 2004–05. În sezonul 2005–06, Metalul a câștigat Divizia D – Caraș-Severin. Echipa, antrenată de Ioan Talpeș, cu Gheorghe Mărgineanțu ca secund, i-a avut în componență pe Nicolae Perian, Flavius Becheanu, Florin Tudor (cpt.), Robert Nosal, Flavius Dam, Adrian Cuc, Emanuel Topciu, Mihai Rotaru, Ion Țigla, Ion Ladea, Sebastian Bucure, Marcel Mărieșescu, Daniel Dolama, Alin Arimia, Flavius Costescu, Sergiu Crețan, Bogdan Lucaci, Răzvan Pipera, Gil Stanciu, Relu Saucă și Bogdan Talpeș. Cu toate acestea, echipa a ratat promovarea în eșalonul superior, pierzând barajul disputat pe teren neutru, la Deva, cu scorul de 0–5 în fața campioanei județului Timiș, Timișul Albina.

## Palmares
Liga a III-a
- Campioană (1) : 1984–85

Liga a IV-a Caraș-Severin
- Campioană (1) : 2005–06
- Viceampioană (2) : 1971–72, 1997–98

Campionatul Regional Timișoara
- Campioană (1) : 1957–58

## Fotogalerie

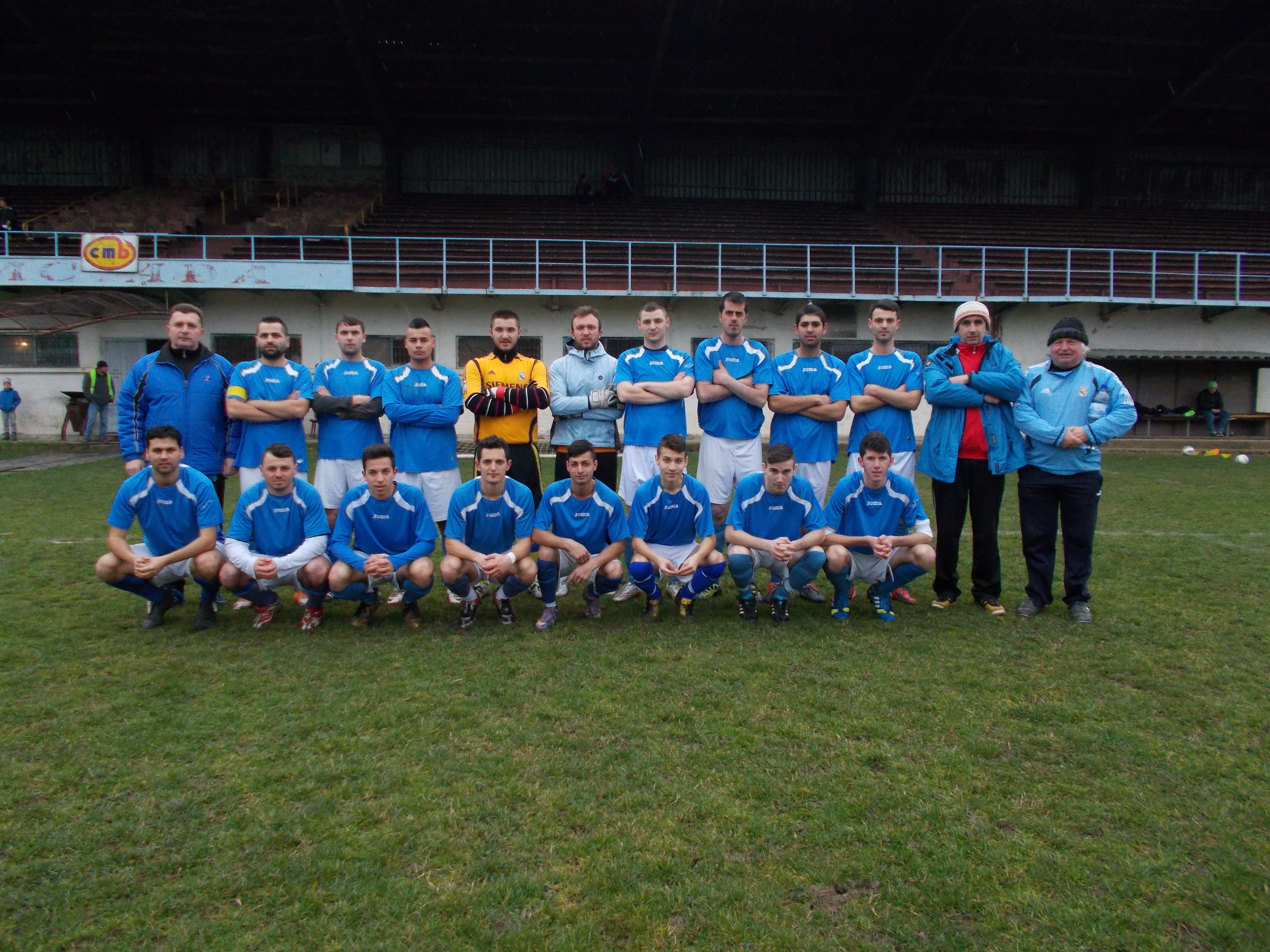
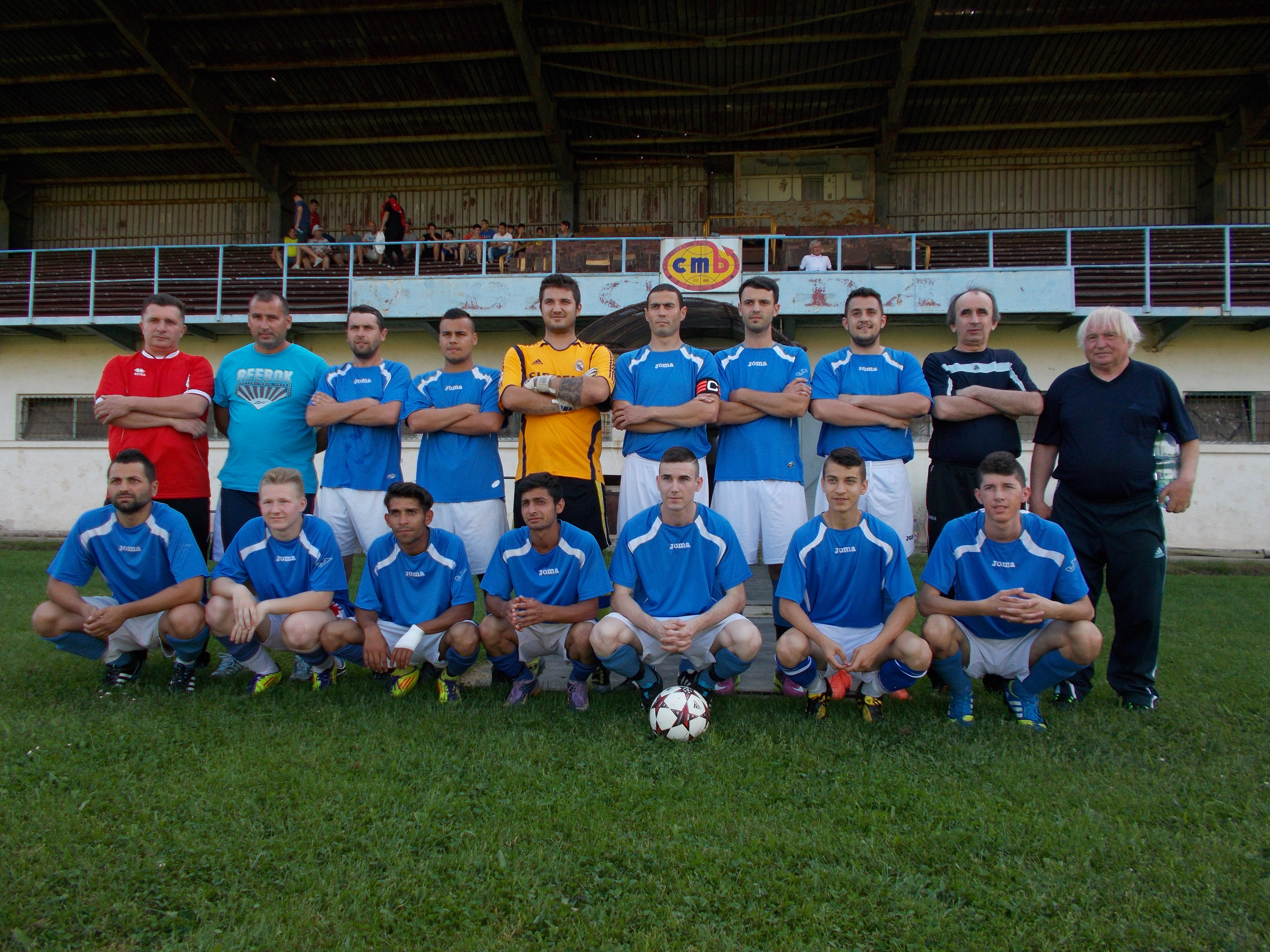
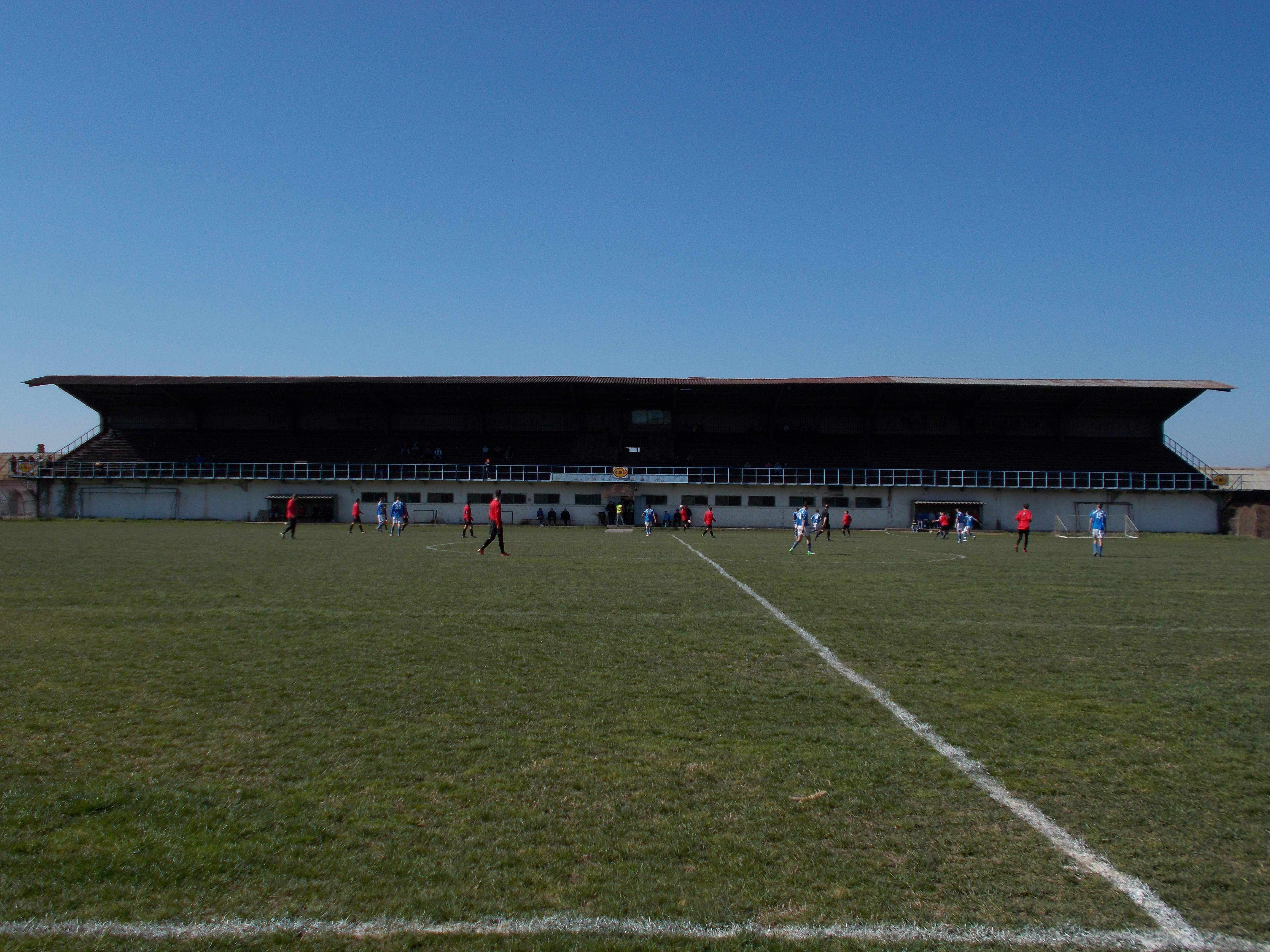
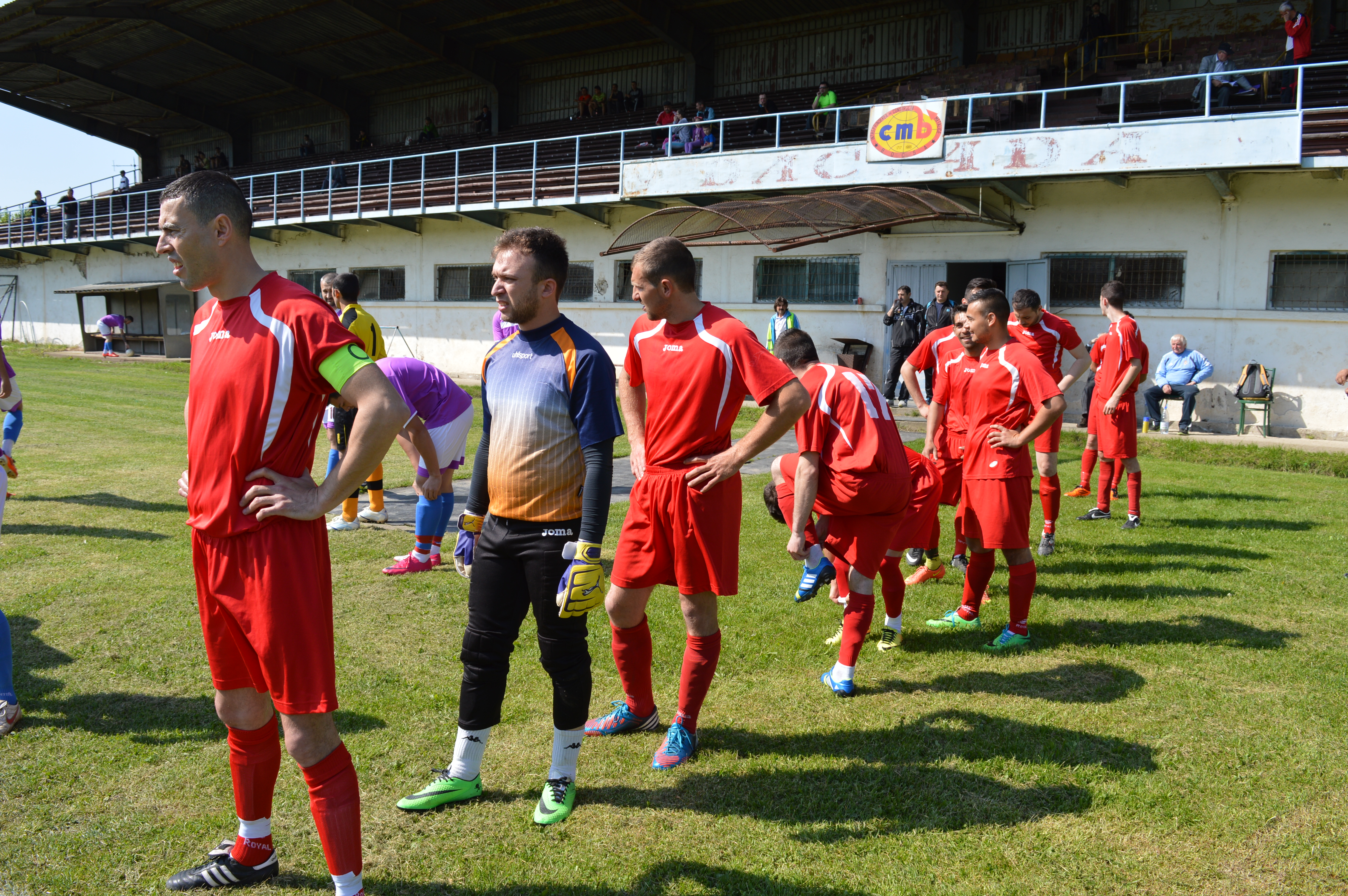
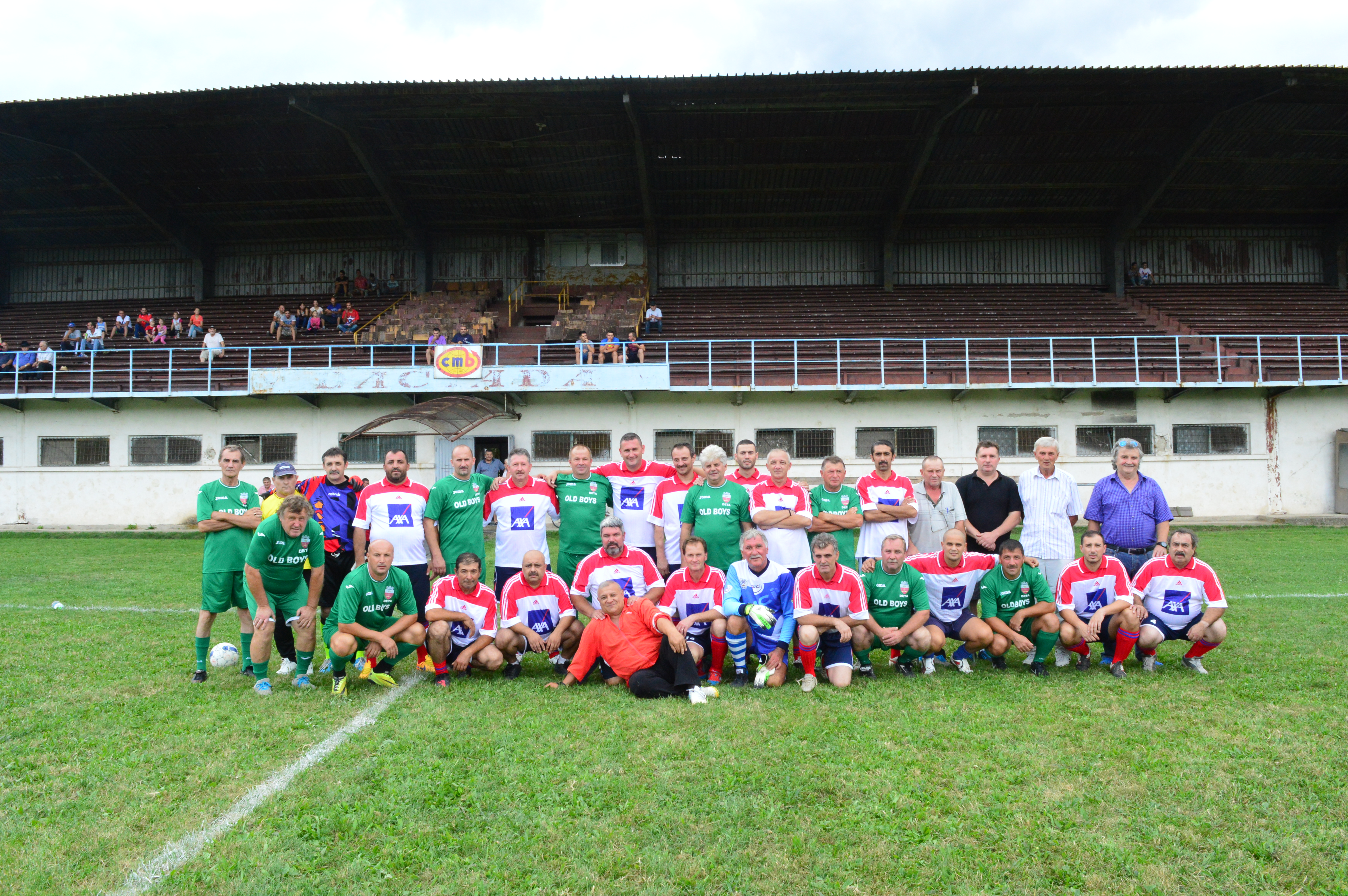
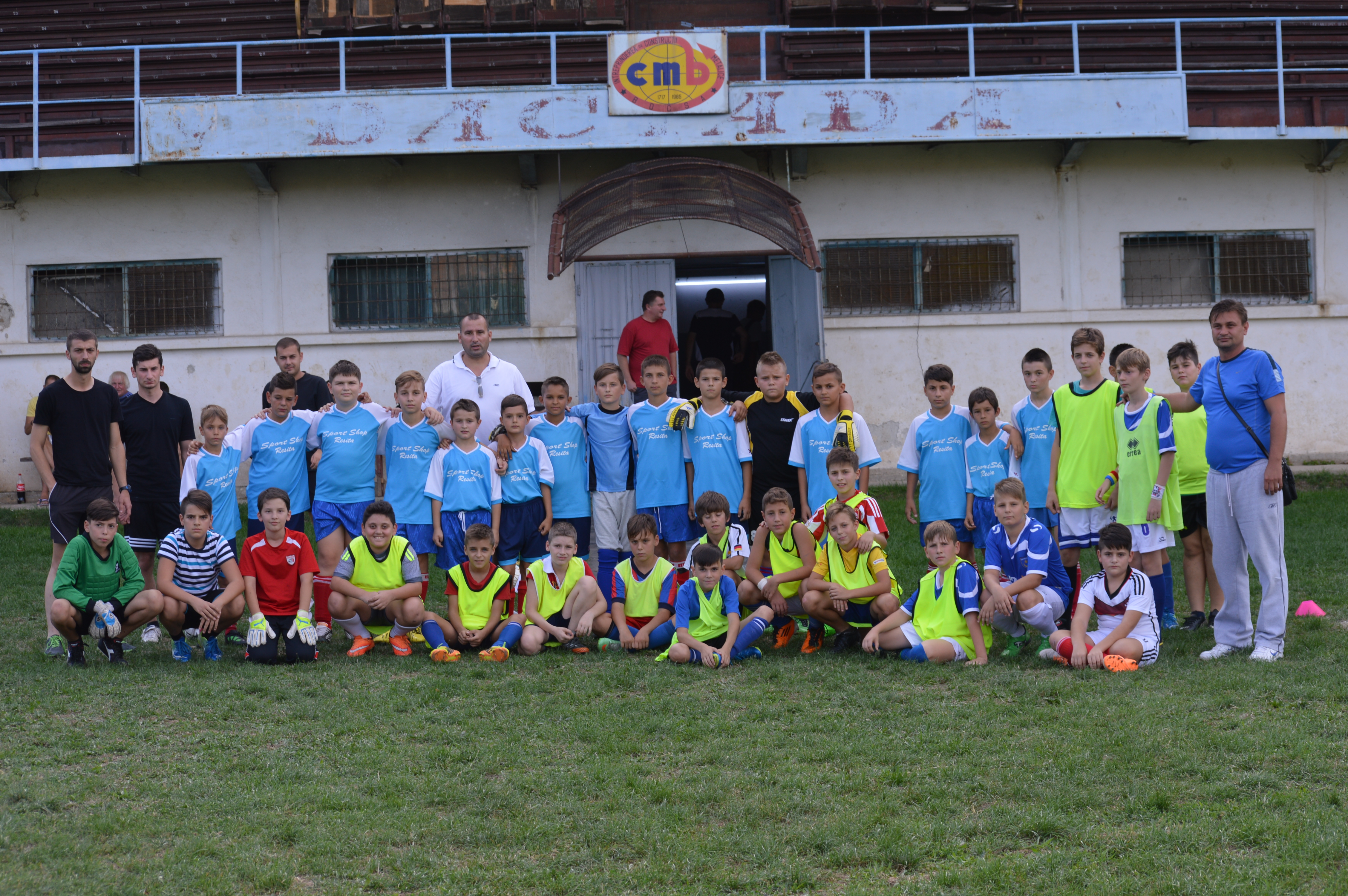

## Jucători importanți
| - Dorinel Munteanu - Nicolae Tilihoi - Valentin Ciucur - Sansiro Ciocoi - Sandu Rocco - Stelian Anghel | - Emil Marian - Nicu Oancea - Marius Sămînță - Marius Cepoi - Sorin Costachi - Ferensz Portik | - Laurențiu Despa - Alexandru Iova - Dorin Roșca - Gheorghe Videscu - Adrian Dogan - Gheorghe Vânătoru | - Sabin Duțu Brici - Dumitru Dragomir - Aurel Laioș - Corneliu Vuia - Grigore Caimac |

## Foști antrenori
- Octavian Roșca
- Nicolae Tilihoi
- Gheorghe Mărgineanțu
- Ioan Talpeș